# Ambassade du Maroc au Sénégal
L'ambassade du Maroc au Sénégal est la représentation diplomatique du royaume du Maroc au Sénégal. Elle est située à Dakar, la capitale du pays.
Son ambassadeur est, Hassan Naciri depuis le 14 décembre 2021.

## L'ambassade
L'ambassade est située au 73, Avenue Cheikh Anta Diop, Route de Ouakam, BP 490 Dakar.

## Ambassadeurs du Maroc
| Ambassadeur              | image | date de début de mission | Date de remise des lettres de créance | date de fin de mission | Monarques du Maroc  | Présidents du Sénégal      |
| ------------------------ | ----- | ------------------------ | ------------------------------------- | ---------------------- | ------------------- | -------------------------- |
| Kacem Zhiri              |       | 19 janvier 1961          |                                       |                        | Mohamed V/Hassan II | Léopold Sédar Senghor      |
| Boubkeur Boumehdi        |       | 8 juin 1962              |                                       | 16 février 1965        | Hassan II           | Léopold Sédar Senghor      |
| Youness Nekrouf          |       | 16 février 1965          |                                       | 19 avril 1967          | Hassan II           | Léopold Sédar Senghor      |
| Fadel Bennani            |       |                          |                                       |                        | Hassan II           | Léopold Sédar Senghor      |
|                          |       |                          |                                       |                        | Hassan II           |                            |
| Mohamed Mekouar          |       | 26 mars 1981             |                                       |                        | Hassan II           | Abdou Diouf                |
| Mohamed Halim            |       | 24 mai 1993              |                                       |                        | Hassan II           |                            |
| Driss Ennahdi El Idrissi |       | 5 novembre 1996          |                                       |                        | Hassan II           | Abdou Diouf/Abdoulaye Wade |
| Moha Ouali Tagma         |       | décembre 2003            |                                       | novembre 2008          | Mohammed VI         | Abdoulaye Wade             |
| Taleb Berrada,           |       | 2009                     |                                       | 2020                   | Mohammed VI         | Abdoulaye Wade/Macky Sall  |
| Hassan Naciri            |       | 14 décembre 2021,        | 25 janvier 2022                       |                        | Mohammed VI         | Macky Sall                 |

## Marocains résidents au Sénégal
Selon le Ministère délégué chargé des marocains résidant à l’étranger le nombre de marocains résidant au Sénégal s'élevait à 3 201 personnes en 2018.